# Francisco Zea
Francisco Javier Zea Rojo, más conocido como Paco Zea y Francisco Zea, (Ciudad de México, 10 de mayo de 1971) es un locutor de radio y televisión mexicano. Es locutor de noticieros televisivos y radiofónicos de Grupo Imagen, actualmente es el locutor de la emisión matutina de Imagen Noticias en la cadena mexicana, Imagen Televisión.

## Carrera
Estudió en la secundaría y preparatoria en el Instituto Montes, en la Ciudad de México. Egresó de la Escuela Libre de Derecho en el año 1996. Posteriormente se especializó en Derecho Ambiental y Desarrollo Sustentable en la Universidad de Lima y Rice University. 
Su inicio en los medios de comunicación se dio en Televisa Radio donde fue titular del Noticiero Matutino de la XEW, En Directo con Francisco Zea.

Posteriormente se destacó en WFM (formato extinto de la estación XEW-FM), donde tuvo una amplia participación en el espacio de 8:00 a 10:00 de la noche comentando noticias enfocadas al auditorio juvenil. En la estación XEDA-AM (Radio Trece) fue titular en la primera emisión de Radio Trece Noticias durante tres años. 

En 2005, inició su labor en televisión como titular del programa Espiral de Canal Once. y fue titular de Noticias de la Noche en Excélsior TV.
En la actualidad es uno de los colaboradores clave de Grupo Imagen siendo el titular en emisiones de Imagen Informativa por Imagen Radio e Imagen Noticias con Francisco Zea. También, participó en Cadena Tres Noticias hasta el cierre del canal Cadenatres en 2015.
En la prensa escrita, ha sido editorialista de la Revista Época y actualmente es colaborador del periódico Excélsior con su columna Línea Estratégica.
Actualmente, es además, la imagen oficial y comentarista principal del medio digital Hay Nota 360 que cuenta con formatos multimedia en web y redes sociales. 

## Reconocimientos
- Premio del Círculo Nacional de Periodistas (2016)[6]
- Certamen Nacional e Internacional de Periodismo (2016)[7][8]
- Premio Nacional de Periodismo (2013)
- Premio Nacional de Locutores (2012)[9]